# ヤンマーアグリ
ヤンマーアグリ株式会社は、岡山県岡山市中区にある農業機械を製造する会社。ヤンマーホールディングスグループ。

## 概要
ヤンマー農機の製造子会社として設立。ヤンマー向け農機機械の製造を主力としているが、米ジョンディア社向けのOEM製造も請け負っていた。2009年（平成21年）2月21日にヤンマー農機が親会社のヤンマー（現・ヤンマーホールディングス）に吸収合併されたことに伴い、ヤンマーの製造子会社に変更となった。
2013年（平成25年）4月1日、ヤンマーグループの再編に伴い、同じくヤンマーグループの農業機械製造子会社であるセイレイ工業（1920年創業、1975年、株式会社藤井製作所より改称）を吸収合併、本社を旧セイレイ工業本社のあった岡山県岡山市に移した。
2021年（令和3年）3月1日、ヤンマー農機製造を存続会社として、ヤンマーアグリ株式会社（初代法人）を吸収合併したと同時に、商号をヤンマーアグリ株式会社（二代目法人）へ変更した。但し、営業部門は大阪市に残る。
農業機械の生産高はクボタに次いで2025年（令和7年）現在、日本第2位となっている。

## 沿革
- 2002年（平成14年）7月1日 - ヤンマー木之本工場と神崎高級工機製作所伊吹工場を統合し、ヤンマー農機製造株式会社を設立。滋賀県坂田郡山東町（現・米原市）に本社を置く。
- 2013年（平成25年）4月1日 - セイレイ工業株式会社を吸収合併、本社を岡山県岡山市に移す[2]。
- 2019年（平成31年）4月1日 - 伊吹工場をヤンマーに譲渡（ヤンマー株式会社エンジン事業本部小形エンジン統括部生産部伊吹工場）。
- 2021年（令和3年）3月1日 - ヤンマーアグリ株式会社（初代法人）を吸収合併したと同時に、商号をヤンマーアグリ株式会社（二代目法人）へ変更[3]。

## 工場
- 岡山工場（岡山県岡山市中区） - 本社に併設。旧セイレイ工業（旧・藤井製作所）本社工場。
- 高知工場（高知県香美市） - 旧セイレイ工業高知工場（旧・協和農機山田工場）。
- 鹿児島事業所（鹿児島県日置市） - 旧文明農機。

## 参考
1. 1 2 3 4 5 6  ヤンマーアグリ株式会社 第23期決算公告
2. 1 2  農業機械事業における生産再編について - ヤンマー株式会社 2012年10月27日。
3. 1 2  農業関連事業の再編について - ヤンマーホールディングス株式会社 2021年2月24日